# Cornel Pavlovici
Cornel Pavlovici (n. 2 aprilie 1943, București, România – d. 8 ianuarie 2013, București, România) a fost un fotbalist român. A fost golgeterul în sezonul Diviziei A 1963-1964, marcând același număr de goluri ca și Constantin Frățilă, 19.

## Cariera
Total meciuri jucate in Prima Liga Romaniei: 134 meciuri – 57 goluri.
Cel mai bun marcator al Ligii întâi a României: 1964.
Naționala sub 23 de ani: 8 meciuri – 0 goluri.